# Imagerie informatique
L'imagerie informatique est un domaine de l'informatique qui rassemble différentes techniques liées à la production, au traitement, à l'indexation, et à la compression d'images numériques. 

## Synthèse
- Synthèse d'image
- Réalité virtuelle
- Réalité augmentée
- Synthèse virtuelle
- Modélisation tridimensionnelle

## Traitement
- Traitement d'image
- Traitement vidéo
- Montage vidéo
- Compression d'image

## Interprétation
- vision par ordinateur
- Recherche d'image par le contenu

## Jeux vidéo
- Développement de jeux vidéo
- Jeu vidéo